# Flora Carosello
Flora Carosello (Antrodoco, 7 settembre 1920 – Rieti, 8 luglio 2015) è stata un'attrice e doppiatrice italiana.

## Filmografia

### Cinema
- Il cavaliere dalla spada nera, regia di Ladislao Kish (1956)
- Maruzzella, regia di Luigi Capuano (1956)
- Sorrisi e canzoni, regia di Luigi Capuano (1958)
- La congiura dei Borgia, regia di Antonio Racioppi (1959)
- Sua Eccellenza si fermò a mangiare, regia di Mario Mattoli (1961)
- Spade senza bandiera, regia di Carlo Veo (1961)
- Metempsyco, regia di Antonio Boccaci (1963; accreditata come Elizabeth Queen)
- Django, regia di Sergio Corbucci (1966)
- Italiani! È severamente proibito servirsi della toilette durante le fermate, regia di Vittorio Sindoni (1969)
- I ragazzi del massacro, regia di Fernando Di Leo (1969)
- I due maggiolini più matti del mondo, regia di Giuseppe Orlandini (1970)
- Cerca di capirmi, regia di Mariano Laurenti (1970)
- Un uomo chiamato Apocalisse Joe, regia di Leopoldo Savona (1970)
- Il clan dei due Borsalini, regia di Giuseppe Orlandini (1971)
- Paolo il freddo, regia di Ciccio Ingrassia (1974)
- Il punto caldo... (Laß jucken, Kumpel 3. Teil - Maloche, Bier und Bett), regia di Franz Marischka (1974)
- Il venditore di palloncini, regia di Mario Gariazzo (1974)
- Ah sì?... E io lo dico a Zzzorro!, regia di Franco Lo Cascio (1975)
- La città sconvolta: caccia spietata ai rapitori, regia di Fernando Di Leo (1975)
- Liberi armati pericolosi, regia di Romolo Guerrieri (1976)
- Gli amici di Nick Hezard, regia di Fernando Di Leo (1976)
- L'affittacamere, regia di Mariano Laurenti (1976)
- Avere vent'anni, regia di Fernando Di Leo (1978)
- Teresa, regia di Dino Risi (1987)
- Assolto per aver commesso il fatto, regia di Alberto Sordi (1992)

### Televisione
- Ma tu mi vuoi bene?, regia di Marcello Fondato – miniserie TV (1992)
- La scalata, regia di Vittorio Sindoni – miniserie TV (1993)
- Mio figlio ha 70 anni, regia di Giorgio Capitani – miniserie TV (1999)

## Doppiaggio

### Film
- Silvia Pinal in Intolleranza: Simon del deserto
- Esther Rolle in A spasso con Daisy
- Doris Belack in She-Devil - Lei, il diavolo
- Yvonne De Carlo in Oscar - Un fidanzato per due figlie
- Polly Holliday in Mrs. Doubtfire - Mammo per sempre
- Lucille Benson in Wagons-lits con omicidi
- Edith Peters in Il bisbetico domato
- Anne Jackson in Bebè mania
- Sheila Burrel in Cold Comfort Farm
- Conchata Ferrell in Freeway
- Eileen Heckart in Il club delle prime mogli
- Joan Call in Cane e gatto

### Film d'animazione
- Babe - Maialino coraggioso - Vecchia pecora
- Titanic - La leggenda continua - Rhoda Fanderfonk
- I 12 mesi - Tutrice

### Televisione
- Alice Ghostley in All's Fair
- Marcia Lewis in Attenti ai ragazzi
- Denise Proulx in Charleston
- Kathryn Joosten in Dharma & Greg
- Charlotte Rae in Il mio amico Arnold
- Djanet Sears in In his father's shoes
- Blossom Rock in La famiglia Addams
- Joan Sims in Lord Tramp
- Anna Lee in General Hospital
- Maricruz Najera in Anche i ricchi piangono
- Aurora Molina in Bianca Vidal
- Marichu de Labra in Colorina
- Consuelo Leandro in Doppio imbroglio

### Serie animate
- Alla scoperta di Babbo Natale - Vanessa
- Al lupo! Al lupo! - Agnellino
- La formica atomica - Atom
- Lo scoiattolo Banner - Nora
- Mototopo e Autogatto - Mototopo
- NieA 7 - Momo
- Looney Tunes - Speedy Gonzales
- Looney Tunes, Silvestro e Titti (anni 70/80) - Titti (2ª voce)
- Tom & Jerry - Mammy Due Scarpe